# ثوران بركاني غامض سنة 1808
يُعتقد بحدوث ثوران بركاني هائل بقيمة 6 على مؤشر التفجر البركاني (VEI 6) في أواخر العام 1808، ويُشتبه في مساهمته في فترة من التبريد العالمي الذي استمر لسنوات. بطريقة مماثلة للكيفية التي أدى بها ثوران جبل تامبورا 1815 (بقيمة 7 على مؤشر التفجر البركاني-VEI 7) إلى سنة بلا صيف في 1816.

## خلفية
قبل تسعينات القرن العشرين كان علماء المناخ يعتبرون أن تدهور المناخ في أوائل العقد الثاني من القرن التاسع عشر هو عصر جليدي صغير، وقد وجدت دراسة النوى الجليدية في جرينلاند وأنتاركتيكا في تسعينات القرن العشرين علامات تُشير إلى أن ثوران بركاني ضخم حدث في أوائل العام 1809. وكانت المشكلة التي تواجه علماء المناخ والبراكين هي أنه لم تكن هناك ثورات مسجلة تحمل الأهمية المطلوبة في هذه الفترة. وقد أشار بحث إضافي وبيانات أشجار صنوبر البريستليكون إلى وجود ثوران في 1808.

## الموقع والتاريخ
بالإضافة إلى الغموض كان متوقَعًا أن أي ثورات بهذا الحجم لابد أن تُلاحَظ في ذلك الوقت. تم فحص السجلات من هذا الوقت في جميع أنحاء العاَلم ولكن لا شيء يبدو قابلًا للتطبيق حتى صيف 2014، عندما اكتشف طالب الدكتوراه ألڤارو جيڤارا-موروا والدكتورة كارولين ويليامز من جامعة بريستول تسجيلًا للأحداث الجوية التي تتسق مع هكذا حدث من قِبل العالِم الكولومبي فرانسيسكو چوزيه دي كالداس.
عمل دي كالداس مديرًا لمرصد فلكي في بوجوتا بين 1805 و1810. وفي 1809 ذكر «سحابة شفافة تعرقل تألق الشمس في بوجوتا». لاحظها لأول مرة في 11 ديسمبر 1808 وكانت مرئية في جميع أنحاء كولومبيا. السحابة قد تكون «ضباب جاف» الذي هو هباء جوي حمض الكبريتيك (H2SO4). وذكر أيضًا أن الطقس كان باردًا بشكل غير عادي مع صقيع.
وإلى الجنوب في پيرو دُوِنَت ملاحظات مماثلة من قِبل الطبيب هيپوليتو أونانو من ليما. هذه التقارير أدت إلى اقتراح بأن الثوران حدث في أواخر نوڤمبر أو أوائل ديسمبر خلال 14 يوم من 4 ديسمبر 1808. ملاحظات كل من دي كالداس وأونانو تشير إلى وجود حجاب الهباء الجوي الستراتوسفيري الذي يمتد على الأقل 2600 كم إلى داخل نصفي الكرة الأرضية الشمالي والجنوبي. المصدر الوحيد المحتمل لذلك هو بركان استوائي.
منطقة في المناطق الاستوائية إلى الغرب من كولومبيا وپيرو مع براكين مرشحة ومع القليل من التقارير في ذلك الوقت في جنوب غرب المحيط الهادئ بين إندونيسيا وتونجا. لم يكن في هذه المنطقة مستوطنات أوروپية سوى عدد قليل من المبشرين في تاهيتي في 1808. وبصرف النظر عن المشاهدة من قِبل المستكشفين الأوروپيين في بعض الأحيان، فإن معظم التقارير عن النشاط البركاني مثل ذلك الذي في منطقة رابول والتي كانت عن ثورات 6 VEI، تعود فقط إلى منتصف القرن التاسع عشر. وكانت هناك تواريخ شفهية للثورات بين السكان الأصليين في هذه المناطق ولكن لا يمكن تأريخها بأي درجة من اليقين.

## ثورات معروفة في 1808 ذات أهمية
في عام 1808 كانت هناك ثورات كبيرة في أروزيلينا، أزوريس في مايو (من 1 إلى 4) في الپرتغال، وفي بركان تال في الفلپين في مارس. ولم يحدث كل منهما في خلال الفترة الزمنية الصحيحة للرصد البصري.
من المعروف أن بركان بوتانا التشيلي شهد أيضًا ثورانًا كبيرًا في هذا الوقت مع تاريخ تقريبي 1810 (بهامش خطأ مدته 10 سنوات)، لكنه يقع 22 درجة جنوبًا.